# Giving You Up
»Giving You Up« je dance-pop pesem avstralske pevke Kylie Minogue z njene kompilacije z največjimi uspešnicami, Ultimate Kylie (2004). Pesem so napisali Miranda Cooper, Tim Powell, Brian Higgins, Lisa Cowling, Paul Woods, Nick Coler in Kylie Minogue, producirala pa sta jo Tim Powell in Xenomania.
Pesem »Giving You Up« je bila izdana kot drugi singl s kompilacije marca 2005 in ob izidu je prejela mešane ocene s strani glasbenih kritikov. Komercialno je bila dokaj uspešna; zasedla je eno od prvih štiridesetih mest na večini glasbenih lestvic, na katere se je uvrstila, ter vrh portugalske lestvice. V Avstraliji so pesem »Giving You Up« izdali kot dvojno A-stran skupaj s pesmijo »Made of Glass«. Pesem »Giving You Up« je bila zadnja pesem, ki jo je Kylie Minogue izdala pred svojim dvoletnim odmorom zaradi raka na dojki. Njen naslednji samostojni singl je izšel šele leta 2007.

## Ozadje in izid
Pesem »Giving You Up« sta napisali in posneli Kylie Minogue in Xenomania poleti leta 2004 v Londonu, Anglija za kompilacijo z največjimi uspešnicami Kylie Minogue, Ultimate Kylie. Pesem so izdali v skoraj vseh državah na svetu. V večini držav so jo izdali preko CD-ja ali digitalno, le v Združenem kraljestvu so jo izdali tudi na gramofonski plošči. V Avstraliji so izdali le 25.000 izvodov CD-jev s pesmijo.
Mednarodni CD je kot B-stran vključeval še pesem »Made of Glass«, ki sta jo napisali Kylie Minogue in Xenomania leta 2004 med snemalno sejo kompilacije Ultimate Kylie. Pesem je že pred njo posnela britanska pop pevka Rachel Stevens, vendar jo je komercialno prvič izdala Kylie Minogue šele leta 2005. V Avstraliji so pesem »Made of Glass« izdali kot dvojno A-stran skupaj s pesmijo »Giving You Up«.

## Sprejem kritikov
Pesem »Giving You Up« je s strani glasbenih kritikov prejela mešane ocene. V oceni pesmi za spletno stran About.com je Jason Shawahn označil za »drzno majhno uspešnico« in zraven napisal: »Minogueova je na vrhuncu.« Chris Taylor s spletne strani MusicOMH.com nad pesmijo ni bil tako navdušen; napisal je, da pesem ni »ena od bolj navdihujočih pesmi Kylie Minogue«. Novinar revije Pitchfork Media, Nick Sylvester, je pesem označil za »vrnitev k velikim elektronskim zvokom, ki jih je Kylie Minogue ustvarjala za album Fever, vendar z nekoliko drugačno produkcijo: ves sintetizator pa celotno pesem naredi bolj žalostno, zato Kyliejin glas ne potrebuje dodatkov, da izpopolni pesem.«

## Videospot
Videospot za pesem »Giving You Up« sta režirala Alex in Martin, posneli pa so ga februarja 2005 v Londonu, Anglija. Kylie Minogue se v videspotu prikaže kot visoka (prevelika), svetlolasa velikanka, ki ponoči hodi po londonskih nočnih klubih. Videospot je bil razdeljen na tri dele: v prvem Kylie Minogue hodi po tunelu, v drugem po ulicah, v tretjem pa po nočnem klubu. Čez videospot se srečuje z raznimi ljudmi. Na ulici pleše pred taksijem, ki se mora ustaviti, da ji dovoli prečkati prehod za pešce. Nato se odpravi nazaj v klub, kjer sreča sramežljivega moškega, ki ga zanima. V nekem drugem prizoru na ulici sreča tri moške, s katerimi prične plesati in peti.
Februarja 2005 so videospot prvič predvajali in komercialno izdali preko CD-ja s singlom. Leta 2006 je bil na 15. podelitvi nagrad MVPA Awards nominiran za nagrado MVPA Awards v kategoriji za »najboljši mednarodni videospot«.

## Dosežki na lestvicah
Pesem »Giving You Up« je 4. aprila 2005 debitirala na šestem mestu britanske glasbene lestvice, kjer je ostala še osem tednov. Zasedla je tudi na dvajsetem mestu irske lestvice, kjer je še šest tednov ostala na enem izmed prvih petdesetih mest. Na nemški glasbeni lestvici je pesem zasedla sedemindvajseto mesto, po vsej verjetnosti predvsem zato, ker so jo vključili v nemške reklame za televizijsko serijo Razočarane gospodinje. Tudi drugod je Kylie Minogue s pesmijo »Giving You Up« požela ogromno uspeha. Na portugalski lestvici je pesem zasedla prvo mesto, na danski, finski, grški, španski in ukrajinski lestvici pa eno od prvih dvajsetih.
V Avstraliji, kjer so pesem »Giving You Up« izdali kot dvojno A-stran s pesmijo »Made of Glass«, je pesem 18. aprila 2005 debitirala na osmem mestu. Pesem je še sedem tednov ostala na enem od prvih petdesetih mest.

## Seznam verzij
Britanski CD 1

(8696382; izdan 28. marca 2005)
1. »Giving You Up« - 3:31
2. »Made of Glass« (Minogue, Cooper, Higgins, Cowling, Powell, Matt Gray) - 3:12

Britanski CD 2

(8693620; izdan 28. marca 2005)
1. »Giving You Up« - 3:31
2. »Giving You Up« (remix Riton Re-Rub) - 6:31
3. »Giving You Up« (alternativni remix) - 6:32
4. »Giving You Up« (videospot)

Evropski CD 1 in CD 3
1. »Giving You Up« - 3:31
2. »Made of Glass« - 3:12

Nemški CD 3

(8696410; Limited edition; Released 4 April 2005)
1. »Giving You Up« - 3:31
2. »Your Disco Needs You« (remix Almighty) - 3:29
3. »Your Disco Needs You« (Music Video)

Avstralski CD s singlom

(022072; omejena izdaja; izdan 11. aprila 2005)
1. »Giving You Up« - 3:31
2. »Made of Glass« - 3:12
3. »Giving You Up« (remix Riton Re-Rub) - 6:31
4. »Giving You Up« (alternativni remix) - 6:32
5. »Giving You Up« (videospot)

## Nastopi v živo
Kylie Minogue je s pesmijo »Giving You Up« nastopila le na podelitvi nagrad Showgirl: The Greatest Hits Tour leta 2005.

## Dosežki
| Lestvica (2005)                        | Dosežek |
| -------------------------------------- | ------- |
| Avstralija (ARIA)                      | 8       |
| Avstrija (Ö3 Austria Top 75)           | 45      |
| Belgija (Flandrija; Ultratop 50)       | 25      |
| Danska (Tracklisten)                   | 12      |
| Evropa (Billboard European Hot 100)    | 13      |
| Finska (Suomen virallinen lista)       | 14      |
| Nemčija (Media Control AG)             | 27      |
| Irska (IRMA)                           | 20      |
| Nizozemska (Nederlandse Top 40)        | 34      |
| Španija (PROMUSICAE)                   | 6       |
| Švica (Schweizer Hitparade)            | 40      |
| Združeno kraljestvo (UK Singles Chart) | 6       |

| Leto | Država                              | Dosežek |
| ---- | ----------------------------------- | ------- |
| 2005 | Velika Britanija (UK Singles Chart) | 137     |

## Ostali ustvarjalci
Vir:
- Kylie Minogue – glavni vokali
- Xenomania - producent
- Tim Powell - sintetizator, programiranje, mešanje
- Brian Higgins - produkcija, sintetizator, programiranje
- Paul Woods - sintetizator, programiranje
- Jeremy Wheatley - mešanje
- Ashley Phase - urejanje